# Fanon

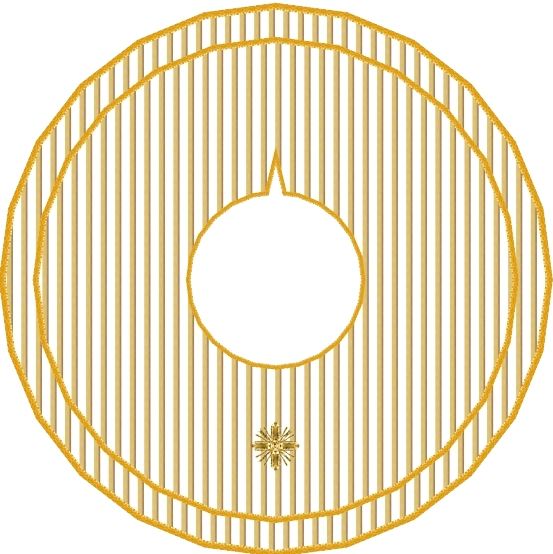
Fanon v rozloženém stavu.

Fanon (také papežský fanon, nazývaný též orale) je druh liturgického roucha vyhrazeného pro papeže, které se užívá při pontifikální mši svaté.

## Historie
Původ názvu je odvozen z latinského slova pannus (látka nebo tkanina). Používal se již od 8. století, ale vyhrazen striktně pro papeže byl až Inocencem III., přičemž dostal název orale. Řidčeji bylo slovo fanon odvozováno z německého (saského) Fahne (Fanen), a užívalo se ho v několikerém významu. Jeho současný kruhový tvar pochází z 16. století, zatímco jeho starší forma byla čtvercová.

## Použití

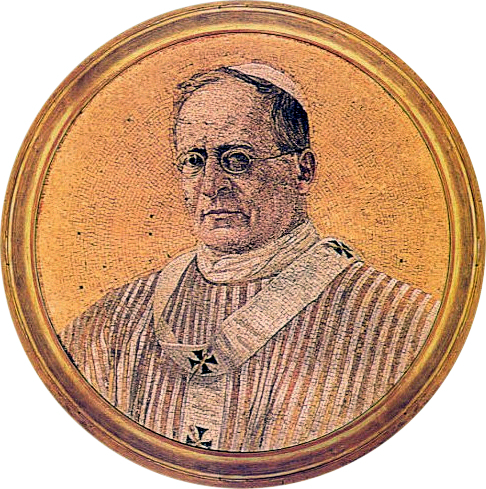
Papež Pius XI. ve fanonu na němž spočívá palium.

Jeho používání nebylo nikdy zrušeno, i když po liturgické reformě II. vatikánského koncilu se používal zřídka. Papež Pavel VI. ho naposled použil při své apoštolské návštěvě v Indii v prosinci 1964. Papež Jan Pavel I. ho nepoužil nikdy. Sv. Jan Pavel II. jej použil pouze jedenkrát a to 22. listopadu 1984 v bazilice sv. Cecílie v Trastevere. K znovuoživení používání fanonu došlo až za papeže Benedikta XVI., který jej použil 21. října 2012 při kanonizaci.
Někdy bývali papežové ve fanonu i pohřbíváni. Poslední pohřbený papež ve fanonu byl sv. Jan XXIII.
Na základě privilegia může fanon kromě papeže užívat také patriarcha lisabonský.

## Popis
Fanon je z jemného bílého hedvábí, které je protkáno vodorovně zlatými pruhy, širokými 13–14 mm (půl palce), takže se střídá pruh bílý, rovněž půl palce široký, s pruhem zlatým a tyto oba pruhy jsou spojeny třetím pruhem hedvábné barvy amarantové (colore amaranto), tj. tmavočervené přecházející do fialova. Tento červený pruh je široký asi jednu šestinu palce. Fanon se skládá ze dvou částí nebo límců, podobných mozetě, které jsou u otvoru, jenž se klade kolem krku, dohromady sešity. Spodní část je dlouhá (od krku) asi dvě dlaně (asi 16 cm), široká na obvodu přes prsa kolem ramenou a přes záda asi dvanáct dlaní (asi 96 cm). Druhá část vrchní je asi o palec kratší. Otvor kolem krku je lemován úzkou zlatou obrubou, kraj spodní rovněž zlatou obrubou, ale o polovinu širší než kolem krku. Na přední části, uprostřed na prsou je na fanonu vyšit zářivý zlatý kříž, na zadní části, pod šíjí na zádech, je otevřen, aby se mohl oblékat přes hlavu, a zapíná se na knoflík.

## Klasický způsob oblékání fanonu
Když se papež oděl humerálem, albou, cingulem a náprsním křížem, podá mu asistující kardinál-jáhen kříž vyšitý na fanonu, aby jej papež políbil. Potom vloží týž kardinál-jáhen fanon papeži na ramena, spodní část nebo spodní límec rozprostře a urovná na prsou, přes ramena a záda, vrchní límec položí papeži na hlavu jako kapuci. Pak dá papeži štólu kolem krku. Potom oblékne papež tunicellu, dalmatiku, rukavice a mešní roucho (kasuli nebo planetu). Potom se spustí zmíněná svrchní část fanonu z hlavy papežovy vpředu na prsa, přes ramena a záda, a pak teprve obdrží papež palium, které spočívá na fanonu.
Má se za to, že užívání fanonu povstalo z původního římského obyčeje odívat se humerálem (amiktem) na albu (ne pod albu, jak se předpisuje v současné době). Moroni o tom uvádí slova Ciampiniho: „Phanon vero, omissis aliis explicationibus, velum est variegatum, quo Papa post albam ornatus, quando solemniter celebrat, et circa colum ac supra caput ad formam cucali reflectitur donec planeta induatur.“